# Olga Caballero Aquino
Olga Caballero Aquino (Asunción, 7 de febrero de 1944-7 de mayo de 2024) fue una abogada, periodista y escritora feminista paraguaya, reconocida por su defensa a los derechos humanos en su país. Su libro, Por orden superior, mostró la experiencia de mujeres sobrevivientes de detención y tortura en Paraguay durante la década de 1954-1989, el cual sirvió como base para las investigaciones de derechos humanos durante la transición democrática.  

## Infancia y juventud
Fue alumna del Colegio Dante Alighieri. Integró organizaciones de oposición a la dictadura militar de Alfredo Stroessner, entre las que se encuentran el Partido Demócrata Cristiano y la organización Pro Demos. Olga acompañó la protección de las personas que eran perseguidas por el régimen, en conjunto con la congresista y defensora Carmen Casco de Lara Castro.

## Obra
Su obra retrata las experiencias de vida cotidianas de las mujeres trabajadoras, campesinas, sindicales, jefas de hogar y profesionales. El trabajo de registro testimonial que desarrolló con las mujeres es pionero en la reconstrucción de la vida de las mujeresafectadas por diferentes formas de violencia producto de la persecución de la policía de 1970 a 1990. Publicó numerosas notas para la revista Enfoques de Mujer del Grupo de Estudios de la Mujer Paraguaya (GEMPA), creado en 1985 por activistas feministas.

## Publicaciones
- 1986. Pintadas por sí mismas. Historia de diez vidas. En colaboración con Marilyn Godoy Ziogas y Manuelita Escobar.
- 2003. Por orden superior. Testimonio de mujeres víctimas de la dictadura en Paraguay: 1954-1989.[6]
- 2003. El amor por siempre. Con ilustraciones de Any Ughelli.
- 2005. Mujer Paraguaya jefa de familia, con Marina Díaz de Vivar.
- 2006. Madres en el amor y en la guerra.
- 2007. Paraguay. Almacén de ramos generales.